# Інженер-капітан (військове звання)
Інженер-капіта́н (лат. ingenium — здібність, винахідливість; і від пізнього лат. capitaneus — воєначальник) — військове звання офіцерського, інженерно-технічного складу Червоної армії.
Вище старшого технік-лейтенанта і нижче інженер-майора.
Це звання суттєво відрізнялося для різних служб.
Введене постановою ДКО СРСР:
- від 22 січня 1942 № 1180сс «Питання військово-повітряних сил Червоної Армії» звання інженер-капітан інженерно-авіаційної служби;
- від 4 квітня 1942 № 1528 «Про введення персональних військових звань інженерно-технічному складу ВПС ВМФ» і наказом НК ВМФ від 10 квітня 1942 ті самі звання вводились в ВМФ СРСР;
- від 3 березня 1942 № 1381 «Про введення персональних військових звань інженерно-технічному складу артилерії Червоної Армії» і наказом військового комісаріату оборони СРСР № 68 від 4 березня 1942 звання інженер-капітан інженерно-артилерійської служби.